# داركو ستوشيتش
داركو ستوشيتش (بالصربية: Дарко Стошић؛ مواليد 9 فبراير 1992) هو مُقاتل فنون قتالية مختلطة صربي.

## وصلات خارجية
- داركو ستوشيتش على موقع يو إف سي (الإنجليزية)
- داركو ستوشيتش على موقع شيردوغ (الإنجليزية)
- داركو ستوشيتش على موقع Tapology.com (الإنجليزية)